# Ritorno al domani
Ritorno al domani (To the Stars o anche Return to Tomorrow) è un romanzo di fantascienza scritto da L. Ron Hubbard e pubblicato nel 1950, ambientato in un futuro distopico.

## Storia editoriale
Il romanzo breve venne pubblicato in due puntate a febbraio e marzo 1950 sulla rivista Astounding Science Fiction.
Nel 1954 l'opera venne ripubblicata in volume unico in una edizione economica dalla Ace Books con il titolo di Return to Tomorrow. La Garland Publishing lo ha ripubblicato nel 1975 in una edizione con copertina rigida.
È stato tradotto per la prima volta in italiano nella collana Urania nel numero 147 del 1957 e poi ristampato nel numero 394 del 1965 e in Urania Collezione numero 59 del 2007. È stato stampato anche nel 1974 dalla Libra, nel 1981 dalla Editrice Nord e dalla New Era Publications.

## Trama
L'ingegnere Alan Corday viene rapito dallo spazioporto di New Chicago e condotto a bordo di una nave mercantile interstellare comandata dal carismatico Capitano Jocelyn. Il capitano gli rivela di avere bisogno di lui per affrontare un viaggio alla velocità della luce verso le colonie intergalattiche. Al rientro a casa, Corday si rende conto che sulla Terra sono trascorsi decenni e le persone a cui voleva bene sono invecchiate o decedute. In particolare la sua fidanzata è ormai anziana e non si ricorda più di lui. Alla fine Corday si convince che la sua vita non è più sul pianeta Terra ma sulla nave interstellare, della quale assume il comando in seguito alla morte di Jocelyn.

## Accoglienza
Ritorno al domani venne candidato dalla World Science Fiction Society a un Retro Hugo per il miglior romanzo breve nel 2001 (un premio che viene assegnato a cinquanta anni di distanza per gli anni in cui il Premio Hugo non era ancora stato istituito), tuttavia perse contro L'uomo che vendette la Luna di Robert A. Heinlein.
Il romanzo ha ricevuto recensioni generalmente positive. Su Publishers Weekly viene definito  "...fantascienza dorata dell'epoca d'oro...", e The Harvard Crimson lo ha definito "uno dei grandi classici" nella epoca d'oro della fantascienza.

## Altri media
Nel 1997 si è parlato di un possibile adattamento cinematografico a cura dei produttori Barbara Boyle e Michael Taylor per conto della Touchstone Pictures Nella produzione venne coinvolto John Travolta, che dichiarò che aveva intenzione di trasferire in pellicola molti libri di Hubbard. Il primo ad essere adattato fu Battaglia per la Terra, tuttavia l'insuccesso del film omonimo cancellò la possibilità di ulteriori adattamenti.

## Edizioni
Lista parziale
- L. Ron Hubbard, Ritorno al domani, Urania n. 147, Arnoldo Mondadori Editore, 1957.
- L. Ron Hubbard, Ritorno al domani, Urania n. 394, Arnoldo Mondadori Editore, 1965.